# Lâm, Lữ Lương
Lâm (chữ Hán giản thể: 临县, âm Hán Việt: Lâm huyện) là một huyện thuộc địa cấp thị Lữ Lương, tỉnh Sơn Tây, Cộng hòa Nhân dân Trung Hoa. Huyện Lâm Huyện này có diện tích 2979 km², diện tích dân số năm 2002 là 570.000 người. Về mặt hành chính, huyện Lâm được chia ra thành 10 trấn và 28 hương. 
- Trấn: Tùng La Dục, Thành Quan, Bạch Văn, Thố Phản, Khắc Hổ Trại, Thoan Thủy Đầu, Tam Giao, Chiêu Hiền, Thích Khẩu, Lưu Gia Hội.
- Hương: Diêu Đầum Thành Trang, Trình Gia Tháp, Vạn An Lý, Mộc Qua Bình, An Nghiệp, Ngọc Bình, Dương Tuyền, Hiếu Trường, Thanh Lương Tự, Tào Dục Bình, Thạch Bạch Đầu, Lương Gia Hội, Lôi Gia Thích, Khai Hoa, Thủy Tào Câu, Đệ Bát Bảo, Kỳ Đạo, Hậu Đại Vũ, Xa Cản, Táo Khất Đáp, Lâm Gia Bình, Cao Gia Sơn, Tố Đạt Cán, An Gia Trang, Hứa Gia Dục, Tiểu Giáp Đầu, Khúc Dục.